# 哈桑瓦利鎮區 (明尼蘇達州麥克萊德縣)
哈桑瓦利鎮區（英語：Hassan Valley Township）是位於美國明尼蘇達州麥克萊德縣的一個行政鎮區。

## 地方資料
哈桑瓦利鎮區的面積為86.45平方千米，當中陸地面積為86.27平方千米，而水域面積為0.17平方千米。根據2020年美國人口普查的數據，當地共有人口643人，而人口密度為每平方千米7.44人。